# Universität Insubrien
Die Universität Insubrien (italienisch: Università degli Studi dell’Insubria) ist eine staatliche Universität an den Standorten der lombardischen Städte Varese und Como.
Die Universität Insubrien geht auf eine Medizinische Fakultät der Universität Pavia zurück und wurde am 14. Juli 1998 gegründet. Ihr Name leitet sich von der historischen Region Insubrien ab, die heute in etwa die Provinz Como, die Provinz Varese und den Schweizer Kanton Tessin umfasst. Sie gliedert sich in sieben Dipartimenti – Fachbereiche und betreibt mit der Universität Mailand und der Universität Pavia eine enge Hochschulkooperation. Derzeit sind knapp 12.000 Studierende eingeschrieben.

## Dipartimenti – Fachbereiche
- Biotechnologie und Biowissenschaften
- Rechtswissenschaften, Wirtschaftswissenschaften und Kulturwissenschaften
- Wirtschaftswissenschaften
- Medizin und Chirurgie
- Wissenschaft und Hochtechnologie
- Theoretische und angewandte Wissenschaft
- Geisteswissenschaften und Innovationsökonomik